# 2-й армійський корпус (Польща)
Польський другий корпус (пол. Drugi Korpus Wojska Polskiego), у 1943–1947 рр. був головним тактико-оперативним підрозділом збройних сил Польщі на Заході під час Другої світової війни. Командував ним генерал-лейтенант Владислав Андерс. Корпус з відзнакою бився в італійській кампанії, зокрема в битві під Монте-Кассіно. До кінця 1945 р. Корпус виріс майже до 100 000 солдат.

## Історія
Жертви радянських депортацій з окупованої Польщі в 1939–40 рр. після обробки органами НКВС були відправлені до в’язниці чи на заслання до Сибіру.  Нацистсько-радянський пакт від серпня 1939 р.   фактично закінчився 22 червня 1941 р., коли вермахт вторгся в СРСР.  Тоді відбулося звільнення багатьох тисяч колишніх громадян Польщі (включаючи українців та білорусів) із радянських ґулагів після підписання польсько-російської військової угоди 14 серпня 1941 р. Це дозволило створити польську армію на радянській землі.   Її першим командуючим був генерал Міхал Токаржевський, що 17 серпня розпочав формування цієї армії в радянському місті Тоцьке. Владислав Сікорський 4 серпня остаточно вибрав для очолення нової армії генерал-лейтенанта Владислава Андерса, щойно звільненого з Лубенської в'язниці в Москві. Проте не видав щодо цього ніяких наказів та не оголошував про призначення до 22 серпня.
Ця армія збільшувалась протягом наступних двох років і кількісно складала основну частину підрозділів та військ Польського другого корпусу.
Безпосередньо Польський другий корпус був створений у 1943 році з різних підрозділів, що воювали пліч-о-пліч з союзниками на всіх театрах війни. 3-я Карпатська стрілецька дивізія була сформована на Близькому Сході з менших польських підрозділів, що воювали в Єгипті та Тобруці, та польської армії на Сході, яка була евакуйована з Радянського Союзу через Перський коридор. Створення корпусу стало можливим на підставі Закону про союзницькі сили Великої Британії 1940 року, що дозволяв підрозділам уряду Польщі у вигнанні воювати в складі сил союзників на одному театрі війни. Однак британське Верховне командування ніколи не погоджувалось включити вислані польські ВПС до корпусу. У лютому 1944 року Польський корпус був переведений з Єгипту до Італії, де він став незалежною частиною восьмої армії Великої Британії під командуванням генерал-лейтенанта сера Олівера Ліза. Протягом 1944–45 рр. Корпус з відзнакою бився в італійській кампанії, під час останньої битви під Монте-Кассіно в травні 1944 р., Битви за Анкону (бої на Готичній лінії у вересні 1944 р.) Та битви за Болнью під час останнього наступу на Італію в березні 1945 року.

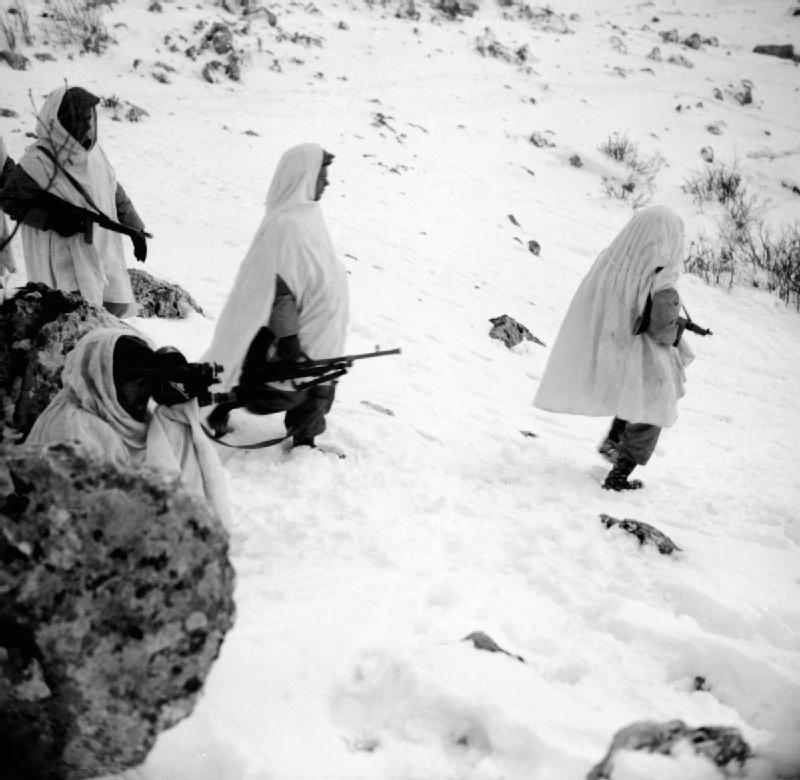
Сержант Ерік Демінг, одягнений у сніговий камуфляж, знімає війська другого Корпусу, що повертаються з патруля. Висота 1210, на північ від Ріонеро.

У 1944 році другий Польський корпус налічував близько 50 000 солдатів. Протягом трьох наступних битв він зазнав значних втрат (на завершальному етапі битви при Монте-Кассіно навіть підрозділи підтримки були мобілізовані і використані в бою), і тому генералу Андерсу було запропоновано вивести свої частини. Однак, Радянський Союз розірвав дипломатичні відносини з польським урядом і це значило, що нові рекрути з СРСР прибувати не будуть. Андерс зрозумів, що тепер єдине джерело новобранців - у німецьких таборах для військовополонених та концтаборах.
До 1945 року до Корпусу додано нові підрозділи, що набрані зі звільнених військовополонених та поляків, примусово призваних до Вермахту .Це збільшило чисельність корпусу приблизно до 75 000 чоловік, 20 000 з яких були переведені до інших польських підрозділів, що воювали на Заході. Після війни підрозділи корпусу використовувались в Італії до 1946 р., після чого їх перевезли до Великої Британії та демобілізували. Загальний склад другого Польського корпусу в 1946 році становив 103 000. Більшість солдатів залишились у вигнанні та оселилися у Великій Британії. Весь час війни Корпус мав високу бойову репутацію, його високо оцінювали американські війська та війська Співдружності, з якими вони воювали пліч-о-пліч.
Воїни корпусу, що оселились у Великій Британії, перевозились з багатьох портів, включаючи Тулон, Франція.

## Склад
У травні 1945 року корпус складався з 55 780 чоловіків та приблизно 1500 жінок, що працювали на допоміжних службах. Був також ведмідь-талісман на ім'я Войтек, якого офіційно зарахували в склад як рядового солдата, а згодом підвищили до капрала. Більшість корпусу складали громадяни Польщі, що були депортовані органами НКВС до радянських ґулагів під час анексії СРСР Східної Польщі у 1939 році. Після операції "Барбаросса" та угоди Сікорського-Майського багато з них були звільнені. Їм було дозволено вступити до польських збройних сил на Сході, що формувались на півдні Росії та Казахстану. З політичних причин Радянський Союз незабаром відмовився від створення на своїй території польської армії та зменшив норму поставок, в результаті чого генерал Владислав Андерс вивів свої війська до підконтрольної Британії Персії та Іраку. Звідти їх перевезли до підконтрольної Британії Палестини, де вони об’єднали зусилля з 3-ю Карпатською дивізією, до складу якої входили переважно польські солдати, яким вдалося втекти до Французького Лівану через Румунію та Угорщину після поразки Польщі в 1939 році.
Основна частина солдатів була зі східних воєводств довоєнної Польщі. Хоча більшість складали етнічні поляки, існували також інші національності, включаючи євреїв, білорусів та українців. Після переселення до Палестини багато єврейських солдатів дезертирували та розбіглись місцевістю. Однак Менахем Бегін - майбутній прем'єр-міністр Ізраїлю і на той час солдат Другого корпусу, не заважаючи на заклики друзів дезертирувати, відмовився знімати форму, поки його офіційно не звільнили.
Озброєння корпусу було таким:
- 248 артилерійських одиниць
- 288 протитанкових гармат
- 234 зенітні гармати
- 264 танки
- 1241 БТР
- 440 броньованих автомобілів

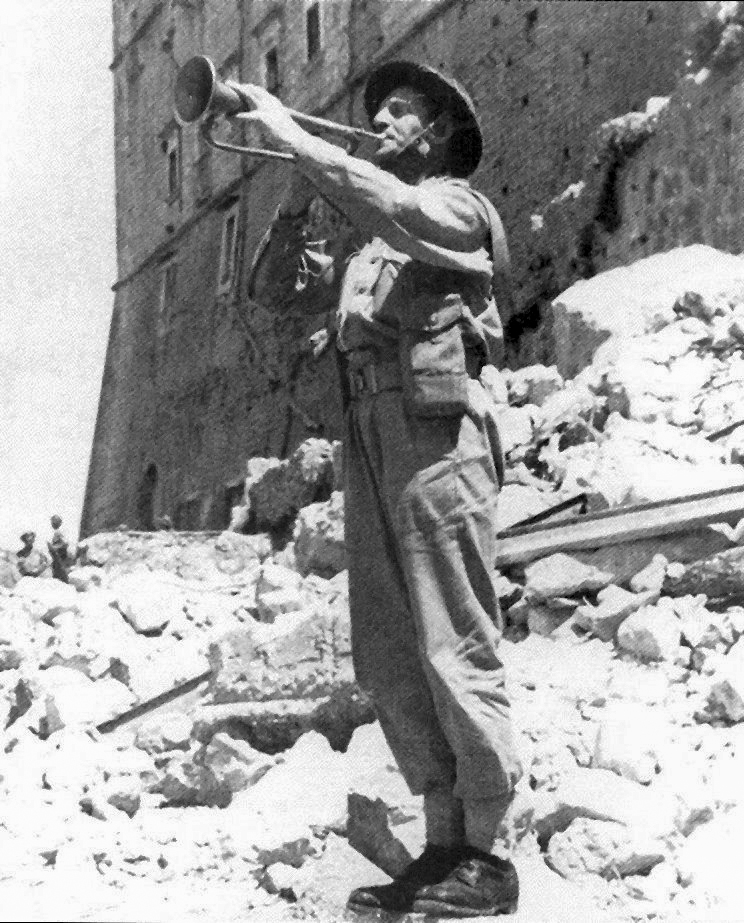
Польський солдат майстер-капрал Еміль Чех грає Хейнала Маріацького в руїнах монастиря Монте-Кассіно

- 12 064 легкових автомобілів, перевізників та вантажівок Bren
- 1 сирійський бурий ведмідь Войтек (солдат-ведмідь)

## Втрати
Під час італійської кампанії Другий Польський корпус втратив 11 379 чоловік. Серед них 2301 було вбито в бою, 8543 поранено в бою і 535 зникло безвісти в бою .
З 2301 вбитих 1079 загинули під час битви при Монте-Кассіно та були поховані на польському кладовищі в Монте-Кассіно, за кілька сотень метрів від відбудованого абатства.

## Битви / Операції

### В Італії[7]
1: Оборонні операції на лінії Сангро (31 січня - 15 квітня 1944 р.) (Зимова лінія / Лінія Густава)
2: Битва при Монте-Кассіно (операція Діадема)
- Четверта битва під Монте-Кассіно (24 квітня - 17 травня 1944)

3: Операції на Емілійських Апеннінах - (Операція Оливкова/Готична лінія)
- Перша битва при Анконі (30 червня - 9 липня 1944)
- Друга битва при Анконі (17 липня - 19 липня 1944 р.) [8]
- Битва при Чезена-Форлі (14 серпня 1944)
- Битва при Форлі (14 листопада 1944, 24 листопада 1944)
- Три бої за Фаенцу (14 листопада - 17 грудня 1944 р.) [9]

4: Оборона річки Сеньо (2 січня - 5 квітня 1945)
5: Кампанія Ломбардія - Операція "Грейпшот" - наступ весни 1945 р. В Італії
- Битви між річками Сеньо та Сантерно (9 - 12 квітня 1945 р.)
- Битва при Аргенті-Гап/Битва за річку Гаяна (16 - 21 квітня 1945)
- Захоплення/Битва під Болоньєю (21 квітня 1945)
- Останні операції Польського корпусу - Поразка німецьких армій на південь від річки По (21 квітня - 2 травня 1945).

## Зовнішні посилання
- Ілюстрована історія польського II корпусу. Мечислав Кучинський.
- Польський II корпус у Монте-Кассіно [Архівовано 11 грудня 2009 у Wayback Machine.]
- https://www.polishexilesofww2.org/ [Архівовано 22 жовтня 2020 у Wayback Machine.]
- https://warfarehistorynetwork.com/2018/12/10/the-polish-ii-corps-in-italy/ [Архівовано 11 листопада 2020 у Wayback Machine.]

https://warfarehistorynetwork.com/2016/09/12/surging-toward-the-alps-last-battles-of-the-italian-campaign/ [Архівовано 17 вересня 2020 у Wayback Machine.]
- https://www.polishgreatness.com/creationofsecondpolishcorp.html [Архівовано 19 жовтня 2020 у Wayback Machine.]
- Музей Другого польського корпусу - https://2korpus.pl/uk/monte-cassino-ancona-bologna/ [Архівовано 24 листопада 2020 у Wayback Machine.]
- Нова Зеландія в Італійській кампанії - http://nzetc.victoria.ac.nz/tm/scholarly/tei-WH2-2Ita.html [Архівовано 4 березня 2021 у Wayback Machine.]